# Aeroportul Yilan
Aeroportul Yilan (IATA: YLN, ICAO: ZYYL) este un aeroport din Heilongjiang, Republica Populară Chineză.
aeroportul dispune de o singură pistă.